# (32429) 2000 RP83
2000 أر بي 83 (ويعرف أيضًا باسم (32429) 2000 أر بي 83 وفق تسمية الكوكب الصغير) (بالإنجليزية: 2000 RP83)‏ هو كويكب ضمن حزام الكويكبات؛ وترتيبه 32429 من حيث الاكتشاف.
اكتُشف هذا الجُرم الفلكي بواسطة بحث لنكولن عن الكويكبات القريبة من الأرض في 1 سبتمبر 2000.

## وصلات خارجية
- (32429) 2000 RP83 في قاعدة بيانات مختبر الدفع النفاث لأجرام النظام الشمسي الصغيرة

- الاكتشاف · مخطط المدار ·  العناصر المدارية · المعلمات المادية

- (32429) 2000 RP83 على موقع ويكي سكاي: DSS2, SDSS, GALEX, IRAS, Hydrogen α, X-Ray, Astrophoto, Sky Map, Articles and images